# 加斯东·费里
加斯东·费里（法語：Gaston Féry，1900年4月24日—1985年11月29日），法国男子田径运动员。他曾代表法国参加1920年和1924年夏季奥林匹克运动会田径比赛，其中1920年奥运会获得一枚铜牌。